# NGC 6997
NGC 6997 – gromada otwarta znajdująca się w gwiazdozbiorze Łabędzia. Odkrył ją William Herschel 24 października 1786 roku. Widoczna jest w tle Mgławicy Ameryka Północna i prawdopodobnie nie jest z nią związana, lecz czy znajduje się przed nią, czy za nią (w odniesieniu do obserwatora na Ziemi) nie jest jeszcze rozstrzygnięte. Niektóre starsze źródła błędnie oznaczają tę gromadę jako NGC 6996.